# Similitudine (geometria)

Gli oggetti aventi lo stesso colore sono simili.

La similitudine è una trasformazione geometrica, del piano o dello spazio, che conserva i rapporti tra le distanze. In altre parole, una trasformazione {\displaystyle f} del piano (o dello spazio) in sé  è una similitudine se e solo se esiste un numero reale positivo {\displaystyle k} tale che:
{\displaystyle d(f(A),f(B))=k\cdot d(A,B)}
per ogni coppia di punti {\displaystyle (A,B).}
Ogni similitudine si può ottenere dalla composizione di una omotetia e una isometria, o viceversa.
Queste trasformazioni mantengono la "forma" (non vengono modificati gli angoli) dell'oggetto, pur cambiandone la posizione, l'orientazione o la grandezza; quindi due oggetti simili hanno la stessa "forma".

## Esempi
Due circonferenze nel piano sono sempre simili. Tutti i quadrati sono simili: più in generale, tutti i poligoni regolari con un numero fissato di lati sono simili.
Tutte le parabole sono simili fra loro, mentre ellissi ed iperboli non lo sono necessariamente.
Quando due oggetti {\displaystyle P} e {\displaystyle Q} sono simili, si scrive generalmente
{\displaystyle P\sim Q.}

## Geometria affine
In geometria affine, una similitudine del piano cartesiano è una particolare affinità
{\displaystyle f(x)=Ax+b.}
In questa notazione {\displaystyle x} indica un generico punto del piano  {\displaystyle (x_{1},x_{2})}, mentre {\displaystyle A} è una matrice 2x2
{\displaystyle A={\begin{pmatrix}a_{11}&a_{12}\\a_{21}&a_{22}\end{pmatrix}}}
e {\displaystyle b} è un vettore colonna fissato {\displaystyle (b_{1},b_{2})}. Nella notazione si fa uso della moltiplicazione fra matrici. 
Una affinità descritta in questo modo è una similitudine se e solo se:
{\displaystyle a_{11}^{2}+a_{21}^{2}=a_{12}^{2}+a_{22}^{2}=|a_{11}\cdot a_{22}-a_{12}\cdot a_{21}|=|\det A|\neq 0.}
Questo è equivalente a chiedere che i coefficienti {\displaystyle a_{ij}} siano non tutti nulli e che una delle due seguenti condizioni sia verificata:
- {\displaystyle a_{11}=a_{22}\wedge a_{12}=-a_{21}}, oppure
- {\displaystyle a_{11}=-a_{22}\wedge a_{12}=a_{21}}.

Nel primo caso, il determinante di {\displaystyle A} è positivo, la similitudine preserva l'orientazione e si dice diretta. Nel secondo caso il determinante è negativo, l'orientazione è ribaltata e si dice inversa.

## Poligoni

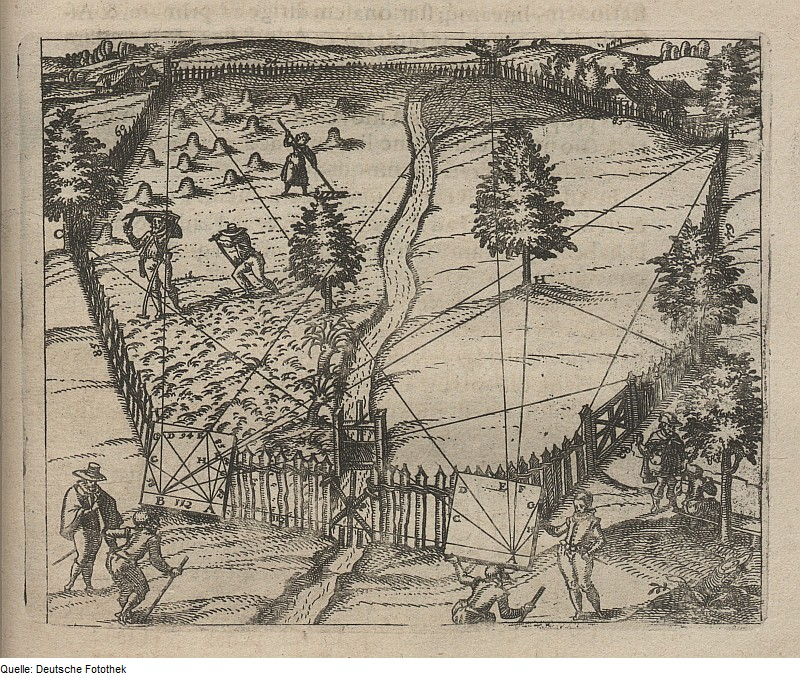
Misurazioni tramite il calcolo di poligoni primi (stampa del 1607)

### Triangoli simili
Esistono alcuni criteri che permettono di determinare se due triangoli sono simili, il primo è il più noto:
1. Due triangoli sono simili se e solo se hanno ordinatamente tre angoli congruenti. 
  - Corollario 1. Due triangoli equilateri sono simili.
  - Corollario 2. Due triangoli rettangoli, con un angolo acuto congruente, sono simili.
  - Corollario 3. Due triangoli isosceli, con gli angoli al vertice congruenti, sono simili.
2. Due triangoli {\displaystyle ABC} e {\displaystyle DEF} aventi: due lati proporzionali e l'angolo compreso congruente
  - {\displaystyle {AB \over DE}={BC \over EF}}
  - gli angoli in {\displaystyle B} e in {\displaystyle E} sono uguali,

sono simili. 
  - Corollario. Due triangoli rettangoli sono simili se hanno i cateti in proporzione
3. Due triangoli {\displaystyle ABC} e {\displaystyle DEF}aventi: i lati proporzionali
{\displaystyle {\frac {AB}{DE}}={\frac {AC}{DF}}={\frac {BC}{EF}}}
sono simili.

### Poligoni simili
Esistono criteri analoghi per due poligoni arbitrari nel piano. Il più importante è il seguente:
Due poligoni sono simili se hanno gli angoli corrispondenti congruenti e i lati corrispondenti in proporzione. 
In verità, non è necessario effettuare la verifica su tutti gli angoli e tutti i lati: è possibile escludere 
- due lati qualsiasi consecutivi e l'angolo compreso tra essi, oppure
- due angoli qualsiasi consecutivi e il lato compreso tra essi, oppure
- tre angoli consecutivi.

Se il poligono non è un triangolo, non è vero che due poligoni aventi gli angoli interni uguali sono simili: ad esempio, due rettangoli hanno sempre gli stessi angoli interni, ma sono simili soltanto se hanno lo stesso rapporto fra i lati.

## Numeri complessi e figure auto-similari

### Numeri complessi

Il triangolo di Sierpiński è un frattale.

Ogni similitudine fra due oggetti nel piano può essere elegantemente espressa tramite l'uso dei numeri complessi. È sufficiente descrivere il piano come piano complesso: in questo modo, ogni similitudine è esprimibile tramite una trasformazione lineare del tipo
{\displaystyle z\mapsto az+b}
oppure
{\displaystyle z\mapsto a{\bar {z}}+b,}
dove {\displaystyle a} e {\displaystyle b} sono due numeri complessi, e {\displaystyle {\bar {z}}} è il complesso coniugato di {\displaystyle z.}

### Frattali
Un frattale è un oggetto geometrico autosimilare: ogni sua piccola parte contiene un oggetto simile all'oggetto grande.